# Käthe Grasegger
Käthe Grasegger (później Deuschl, ur. 19 czerwca 1917 w Partenkirchen, zm. 28 sierpnia 2001 w Garmisch-Partenkirchen) – niemiecka narciarka alpejska, wicemistrzyni olimpijska oraz siedmiokrotna medalistka mistrzostw świata.

## Kariera
Pierwsze sukcesy osiągnęła w 1935 roku, kiedy podczas mistrzostw świata w Mürren zdobyła dwa medale. Najpierw wywalczyła brązowy medal w slalomie, ulegając tylko swej rodaczce Christl Cranz oraz Anny Rüegg ze Szwajcarii. Następnie zajęła też trzecie miejsce w kombinacji, plasując się za Rüegg i Cranz. W 1936 roku wzięła udział w igrzyskach olimpijskich w Garmisch-Partenkirchen, gdzie sięgnęła po srebrny medal w rozegranej po raz pierwszy kombinacji. Po zjeździe do kombinacji Grasegger zajmowała trzecie miejsce, tracąc do prowadzącej Laili Schou Nilsen z Norwegii 4,0 sekundy. W slalomie uzyskała drugi czas, co dało jej drugi łączny wynik. Na podium rozdzieliła Cranz oraz Nilsen. Na rozgrywanych rok później mistrzostwach świata w Chamonix srebrny medal wywalczyła w slalomie, przegrywając tylko z Cranz. Na tej samej imprezie była ponadto trzecia w zjeździe i kombinacji, w obu przypadkach plasując się za Cranz oraz Szwajcarką Nini von Arx-Zogg. Wzięła również udział w rozgrywanych w 1938 roku mistrzostwach świata w Engelbergu, zdobywając brązowe medale w zjeździe i kombinacji. Tym razem lepsze okazały się Lisa Resch i Christl Cranz.
Wielokrotnie zdobywała medale mistrzostw kraju, jednak nigdy nie zwyciężyła. W slalomie była druga w 1937 roku i trzecia dwa lata wcześniej, w zjeździe była druga w 1941 roku i trzecia w latach 1937-1938, a w kombinacji zajmowała trzecie miejsce w latach 1935, 1937 i 1938. Kilkukrotnie stawała także na podium zawodów SDS-Rennen w Grindelwald, zajmując między innymi drugie miejsce w kombinacji w 1938 roku oraz slalomie i kombinacji w 1939 roku.

## Osiągnięcia

### Igrzyska olimpijskie
| Miejsce | Dzień    | Rok  | Miejscowość            | Konkurencja | Czas biegu | Strata    | Zwyciężczyni  |
| ------- | -------- | ---- | ---------------------- | ----------- | ---------- | --------- | ------------- |
| 2.      | 8 lutego | 1936 | Garmisch-Partenkirchen | Kombinacja  | 97,06 pkt  | +1,80 pkt | Christl Cranz |

### Mistrzostwa świata
| Miejsce | Dzień     | Rok  | Miejscowość  | Konkurencja | Czas biegu | Strata    | Zwyciężczyni  |
| ------- | --------- | ---- | ------------ | ----------- | ---------- | --------- | ------------- |
| 11.     | 15 lutego | 1934 | Sankt Moritz | Zjazd       | 5:38,0     | +1:05,6   | Anny Rüegg    |
| 5.      | 16 lutego | 1934 | Sankt Moritz | Slalom      | 1:57,0     | +4,9      | Christl Cranz |
| 8.      | 16 lutego | 1934 | Sankt Moritz | Kombinacja  | 99,62 pkt  | -9,76 pkt | Christl Cranz |
| 3.      | 22 lutego | 1935 | Mürren       | Slalom      | 2:23,2     | +3,5      | Anny Rüegg    |
| 5.      | 23 lutego | 1935 | Mürren       | Zjazd       | 3:27,2     | +8,8      | Christl Cranz |
| 3.      | 23 lutego | 1935 | Mürren       | Kombinacja  | 99,21 pkt  | +2,45 pkt | Christl Cranz |
| 3.      | 13 lutego | 1937 | Chamonix     | Zjazd       | 5:17,0     | +21,8     | Christl Cranz |
| 2.      | 15 lutego | 1937 | Chamonix     | Slalom      | 2:29,2     | +7,0      | Christl Cranz |
| 3.      | 15 lutego | 1937 | Chamonix     | Kombinacja  | 511,0 pkt  | +30,8 pkt | Christl Cranz |
| 3.      | 5 marca   | 1938 | Engelberg    | Zjazd       | 3:32,2     | +8,4      | Lisa Resch    |
| 5.      | 6 marca   | 1938 | Engelberg    | Slalom      | 2:51,9     | +10,9     | Christl Cranz |
| 3.      | 6 marca   | 1938 | Engelberg    | Kombinacja  | 352,0 pkt  | +15,0 pkt | Christl Cranz |